# Batalla de La Cabrera
La Batalla de La Cabrera fue un enfrentamiento militar librado en 1814 durante la Guerra de Independencia de Venezuela, entre las fuerzas realistas y patriotas con victoria de las primeras.

## Antecedentes
Después de la Segunda Batalla de La Puerta, el 15 de junio de 1814, Simón Bolívar se refugió en La Victoria con los restos de su ejército, luego siguió a Caracas, donde llegó al día siguiente. El mismo 16 de junio, el caudillo de los llaneros realistas, José Tomás Boves, entraba en Villa de Cura, a la vez que enviaba un cuerpo de su ejército a La Victoria. Luego siguió a Valencia, tomando Maracay ese mismo día. En tanto, La Victoria fue ocupada y a la mañana siguiente se envió a la vanguardia realista, 1500 a 2000 jinetes al mando del capitán Ramón González, hacia Caracas, mientras Boves siguió con el grueso de sus fuerzas a Valencia.
En su avance se encontró con las fortificaciones de La Cabrera o La Angostura, un estrecho istmo entre las aguas del lago de Valencia y la sierra costanera fortificado con un fortín en las alturas y atravesado por fosos que cortaban el camino real a San Joaquín y Valencia. El plan de los patriotas era retrasar lo más posible el avance de los realistas a Valencia y Caracas, dando el tiempo de preparar defensas adecuadas.

## Fuerzas enfrentadas
Según el militar venezolano Feliciano Montenegro Colón, las posiciones eran defendidas por 500 soldados. En cambio, los historiadores José Manuel Restrepo y Rafael María Baralt afirman que eran 250 fusileros en tierra y 100 tripulantes en la escuadrilla. De haber tenido más fusiles se habrían armado a muchos más, pues en el área había muchos refugiados de Villa de Cura, Cagua y Maracay. Tenían una fuerza fluvial dominando el lago y compuesta de cuatro lanchas cañoneras. Los comandaba en tierra el coronel José María Fernández o el teniente de fragata Pedro Castillo y en el agua el alférez de fragata Ildefonso Molero. Por su parte, el cronista realista José Domingo Díaz defiende que eran 1600 hombres apoyados en once cañones.
Respecto a los realistas, los llaneros sumaban más de 3000 según Restrepo.

## Combate
Temprano en la mañana, Boves hizo un reconocimiento de la zona y descubrió que se podían flanquear las defensas. A las 11:00 horas del 17 de junio, atacó trepando un cerro ubicado al norte de las posiciones patriotas, bajando después al istmo por una parte no cortada y tomando a sus enemigos por sorpresa, pues todos los preparativos se hicieron creyendo que la montaña era intransitable y que los llaneros sólo podían atacar por donde se esperaba. De este modo, los realistas evitaron el fuego de las cañoneras y apenas recibieron disparos desde el fortín. Los republicanos se defendieron valientemente porque se sabían sin retirada posible, causándole muchas bajas a los llaneros pero acabaron sucumbiendo ante su inferioridad numérica.
Casi todos murieron luchando, incluyendo a su líder, coronel José María Fernández. El caudillo hizo degollar a todo el que fue capturado. Montenegro y Díaz llegan a afirmar que todos los defensores fallecieron. El comandante Castillo huyó con cuatro lanchas a las islas del lago llevándose a toda la gente que pudo: primero a La Aparecida, luego a Burro y finalmente a El Horno. Algunos sobrevivientes llegaron a esos refugios a nado o a lomos de sus caballos. Otros no tuvieron tanta suerte y se ahogaron. Los vencedores capturaron numerosos cañones, fusiles, municiones y las cañoneras.

## Consecuencias
Inmediatamente después, el 18 de junio, Boves siguió hacia la ciudad de Valencia, exigiendo su rendición inmediata, sin embargo, la guarnición se negó, comenzando una feroz batalla. Los sobrevivientes que acompañaron a Castillo resistieron cuatro meses en las islas hasta que el hambre y las disputas internas los hicieron salir de sus escondites. Algunos fueron capturados, pero otros lograron huir al mar Caribe para llegar a las Antillas.